# شهرستان ماریستا
شهرداری ماریستا (به لاتین: Maritsa Municipality) یک شهرداری در بلغارستان است که در استان پلوودیو واقع شده‌است.

## خصوصیات
شهرداری ماریستا ۳۰٬۶۷۶ نفر جمعیت دارد.